# Mahamoudou Kéré
Mahamoudou Kéré (Ouagadougou, 2 de janeiro de 1982) é um futebolista profissional burquinense que atua como defensor.

## Carreira
Mahamoudou Kéré representou o elenco da Seleção Burquinense de Futebol no Campeonato Africano das Nações de 2012.